# Philips NMS-801
Philips NMS-801 (NMS-801) је кућни рачунар фирме Philips који је почео да се производи у Холандији током 1985. године.
Користио је Zilog Z80A, (ST-Microelectronics) верзија микропроцесорску јединицу а RAM меморија рачунара је имала капацитет од 32 KB. 
Као оперативни систем кориштен је MSX DOS.

## Детаљни подаци
Детаљнији подаци о рачунару NMS-801 су дати у табели испод.
|                       |                                                |
| [ 1 ]                 |                                                |
| Произвођач            |                                                |
| Тип                   | кућни рачунар                                  |
| Меморија              | 32 KB                                          |
| Поријекло             | Холандија                                      |
| Година                | 1985                                           |
| Тастатура             | 720 тастера, са 5 F тастера и 4 тастера смјера |
| Процесор              | верзија                                        |
| Фреквенција процесора | 3,58                                           |
| RAM                   | 32 KB                                          |
| ROM                   | 32 BASIC/BIOS (MSX BASIC V1.0)                 |
| Текст                 | мод 0: 40 x 24 - мод 1 : 32 x 24               |
| Графика               | 256 x 192 или 64 x 48 тачака - 32 спрајтова    |
| Боја                  | 16                                             |
| Звук                  | 3 канала, 8 октава + бијели шум                |
| Димензије             | 250 x 44 x 184                                 |
| Портови               |                                                |
| Оперативни систем     |                                                |